# Sabana Larga (Comendador)
Sabana Larga es un distrito municipal que depende del municipio de Comendador.

## Población
En el Censo de Población y Vivienda de 2002, el último realizado en el país, la población de Sabana Larga está incluida en el municipio de Comendador.[cita requerida]

## Datos
Sabana Larga era una sección rural del municipio de Comendador hasta que la Ley n.º 18 del 20 de enero de 2004 lo elevó a la categoría de distrito municipal. Quedó integrado por las secciones Angostura, Hato Viejo, Potroso y Potro Blanco.
También lo integran los parajes de batey antes de hato viejo y candelon después del mismo entre otros no menos importantes.

## Economía
La principal actividad económica del municipio es la agrícola.
- Datos: Q3306308